# 응오딘지엠
응오딘지엠(베트남어: Ngô Ðình Diệm, 1901년 1월 3일 ~ 1963년 11월 2일) 또는 고 딘 디엠은 남베트남의 정치인이자 초대 총통으로 1954년 제네바 협정 이후 프랑스군이 철수하자 미국의 지원으로 수상이 되었고, 1955년 4월 30일 베트남 공화국 국장 권한대행을 거쳐 같은 해 10월 26일 베트남 공화국 초대 총통에 취임하였다. 1953년 9월에는 대한민국으로부터 건국훈장 중장을 받았다.
베트남 제국의 가톨릭 명문가 출신으로서, 인도차이나의 프랑스 식민 시절 25세의 나이에 프랑스 식민 지방군의 대장을 맡았으며 약 300여곳의 마을을 관리하는 고위 관료를 지낸 바 있다. 그 후 친프랑스 황제 바오다이 밑에서 이부상서가 되었으나 3개월만에 사임한 이후 민족주의를 옹호하기 시작하였고, 2차 대전 중 식민정부에 대항하여 공화국을 수립하기 위한 독립운동을 벌였다. 1945년 호찌민의 공산군에 체포되었으며 이때 호찌민으로부터 북베트남의 사회주의 정부에 참여해달라는 요청을 받았으나 거절하고 출국, 미국, 프랑스, 벨기에 등지에서 망명생활을 하였다. 그 뒤 1954년 6월 귀국하여 미국의 지원으로 베트남국의 수상을 지내다가 쿠데타를 일으켜 공화정을 선언, 1956년 국민투표로 공화국을 선포하고 베트남 공화국의 총통이 되었다.
총통 재임 중 여러 국가 건설 프로젝트와 개발 정책을 추진했으나 독재와 주변 측근 인사들의 부패 등으로 민심을 잃고 여러 번의 군부 쿠데타를 겪으며 나라를 안정시키지 못하였다. 특히 농촌에서 고질적인 봉건적 토지 제도 문제를 제대로 개혁하지 못하여 신임을 잃었고, 응오딘지엠 자신과 지주들의 로마 가톨릭교회 신앙을 옹호하여 국민 다수가 믿는 불교를 탄압하였다. 이러한 정책에 반발한 농민들은 베트콩을 구심점으로 한 게릴라 저항운동을 시작하였으며, 1963년 6월에는 승려 틱꽝득의 분신 자살이 쿠데타의 도화선이 되었다. 결국 1963년 11월 즈엉반민 장군이 일으킨 군사 쿠데타에 의하여 정권이 무너졌고, 피습 후 병원으로 이송 도중 아우 응오딘누와 함께 처형되었다.

## 생애

### 초기 경력

#### 어린 시절
옛 베트남 제국 응우옌 왕조의 꽝빈성 캠 마을 출생이다. 그의 집안은 명문가 출신으로, 17세기 포르투갈 선교사들에 의해 개종한 이래 독실한 가톨릭 신자 가족이었다. 그의 아버지는 가톨릭 사제가 되려했으나 베트남이 프랑스 식민지가 되자 황제와 지배층을 변호하기 위한 법률가가 되었다.
1907년 프랑스에 의해 응우옌 왕조의 10대 황제 성태제가 퇴위당하자 그의 아버지도 고향으로 내려와 농민이 되었다. 프랑스의 가톨릭 학교에서 공부하다가 사립학교에 들어갔고 15살 때 가톨릭 주교가 되기 위해 수도원에 들어갔으나 이내 자신에게 맞지 않는 것을 깨달았다. 중등 학교를 졸업한 뒤 관료가 되기 위해 행정 법학부에 입학했다.

#### 관료 생활
1921년 대학교 졸업 후 공무원이 되어 꾸준히 승진해 고향 꽝빈성의 황실 도서관 관리와 그곳의 300개의 마을 감독관이 되고 25세 때는 지방군 대장으로 승진했다.
이 과정에서 강한 친프랑스 관계를 맺었고 반공 운동도 시작해 1929년 행정 분야에 침투한 공산주의자들을 적발했으며 1930년 ~ 1931년 프랑스의 식민 지배에 대항해 공산주의자와 농민들이 일으킨 반란을 계기로 완전히 반공으로 돌아섰다. 젊은시절 내내 베트남 황실과 절친하게 지냈고 황실의 신임을 얻었다.
1933년 13대 황제 바오다이의 이부상서가 되었으나 황제와 뜻이 맞지 않아 3개월만에 사임하고 향후 10년 동안 일개 시민으로 살았다. 제2차 세계 대전이 발발하자 1942년 일본군을 설득해 베트남의 독립을 이루려 했으나 실패하고 비밀리에 베트남 공화국 복원을 위한 협회를 창립했으며 1944년 여름 발각되자 일본군 장교로 위장해 사이공으로 도주했다. 이후 황제 정부와 공산주의 운동에 반대하여 베트남 민족주의 운동의 재집결에 힘썼다.

### 태평양 전쟁과 해방 이후
1945년 일본군이 베트남에서 철수를 시작하자 바오다이의 임시 정부 작위를 거부했다가 이내 다시 되찾으려는 시도를 했다. 9월 일본군이 완전히 철수하고 공산주의자 호찌민에 의한 베트남 민주 공화국이 선포되자 바오다이를 버리고 여행을 떠나다 호찌민의 베트민군에게 체포되어 국경 도시로 추방당했다.
1946년 11월부터 베트민과 프랑스와의 제1차 인도차이나 전쟁이 발발하고 그 사이 사이공으로 가 언론 활동을 하며 영향력을 넓혔다. 가톨릭 계열의 지지를 얻으려던 공산당 주석 호찌민으로부터 북베트남의 공산주의 정부에 입각, 참여해달라는 요청을 받았으나 거절하고 출국, 미국, 프랑스, 벨기에 등지에서 망명생활을 하였다.

### 정치 활동

#### 망명과 귀국
1950년 결국 바오다이의 괴뢰 정부와 뜻이 맞지 않아 미국으로 망명하였고 미국의 지지를 받아 바오다이로부터 모든 권력을 빼앗았으며, 한국 전쟁 당시 UN군에 남베트남군 일부를 파병하였으며, 1951년 국무장관 딘 애치슨과 관계를 맺었다.
미국에서 각종 반공 단체와 대학들의 지도자로 임명되고 1953년 대한민국의 이승만 대통령을 방문하고, 중화민국의 장제스 등을 방문하는 등 반공외교 활동을 하였다. 1953년 9월에는 대한민국으로부터 건국훈장 중장을 받았다. 1954년 디엔비엔푸 전투에서 프랑스군이 대패해 제네바 협정으로 제1차 인도차이나 전쟁의 종전이 보이는 가운데 베트남 통일을 위한 선거가 계획되어 6월 26일 가족들과 함께 남베트남으로 귀국했다. 이후 프랑스의 꼭두각시 황제였던 바오다이 황제는 귀국한 응오딘지엠을 베트남국의 수상으로 임명했다. 바오다이 황제의 말에 따르면, “지엠의 완강한 반공주의가 워싱턴의 냉전 투사들에게 호소력을 발휘할지도 모른다는 생각에서 지엠을 총리로 임명했다.”고 한다. 이 과정에서 남베트남에 대한 미국의 정책은 ‘바오다이를 통한 해결’에서 ‘응오딘지엠을 통한 해결’로 교체되었다.

#### 권력의 통합
1954년 10월 북베트남으로부터 20만 명에 이르는 난민들이 내려왔으며 미국의 지원으로 정치적 기반을 형성하여 많은 피난민들이 남부로 내려오도록 장려하였다. 1956년 통일 선거에서 이길 수 있도록 특히 가톨릭 신자의 이주를 장려해 북베트남의 가톨릭 신자 60%가 남베트남으로 이동했다.
그러는 사이 바오다이의 베트남은 극심한 혼란과 북베트남과의 분쟁을 일으켜 약화가 되었고, 프랑스도 바오다이가 쫓겨나기를 바라고 있었다. 당시 남베트남에서 가장 강력한 군사 조직이던 프랑스 원정군을 대신해 남베트남 육군 부대가 조직되었다. 그는 정변을 일으켜 선거를 결행한다.

### 남베트남의 총통

#### 베트남 공화국의 성립
1955년 10월 23일 베트남의 미래를 결정하는 국민 투표가 열렸는데 사이공에서는 남베트남에서는 45만 명의 유권자가 참가하였음에도 98.2%의 높은 투표율로 60만 5,025표가 응오딘디엠에 찬성하였다. 1955년 10월 26일 국민 투표로 바오다이를 몰아내고 국가 최고의 원수가 되어 베트남 공화국이 선포되면서 남북 분단이 굳어지기 시작했다. 공산주의를 극도로 혐오하였던 그는 지주층과 로마 가톨릭교회 세력, 해외 유학파 출신 지식인들, 군부, 경찰 세력을 기반으로하여 강력한 반공주의정치를 폈다. 또한 학문, 예술 작품에 대한 검열을 강화하여 반체제, 반정부성이거나 지나친 자유를 외치는 서적, 학문, 작품에 대한 검열과 탄압, 단속 정책을 펴 나갔다.
집권 초기 여러 파벌의 공격과 정쟁으로 혼란에 처하여 위태로웠다. 남베트남은 반정부집단과 공산주의 외에도 왕정복고파, 여러 지역, 학벌, 파벌 들로 얽힌 정치당파들로 분열되어 있었고, 그는 자신의 친족들과 측근들을 집중 등용하여 일종의 측근, 가신 세력을 형성하였다.

#### 공산주의 탄압 정책

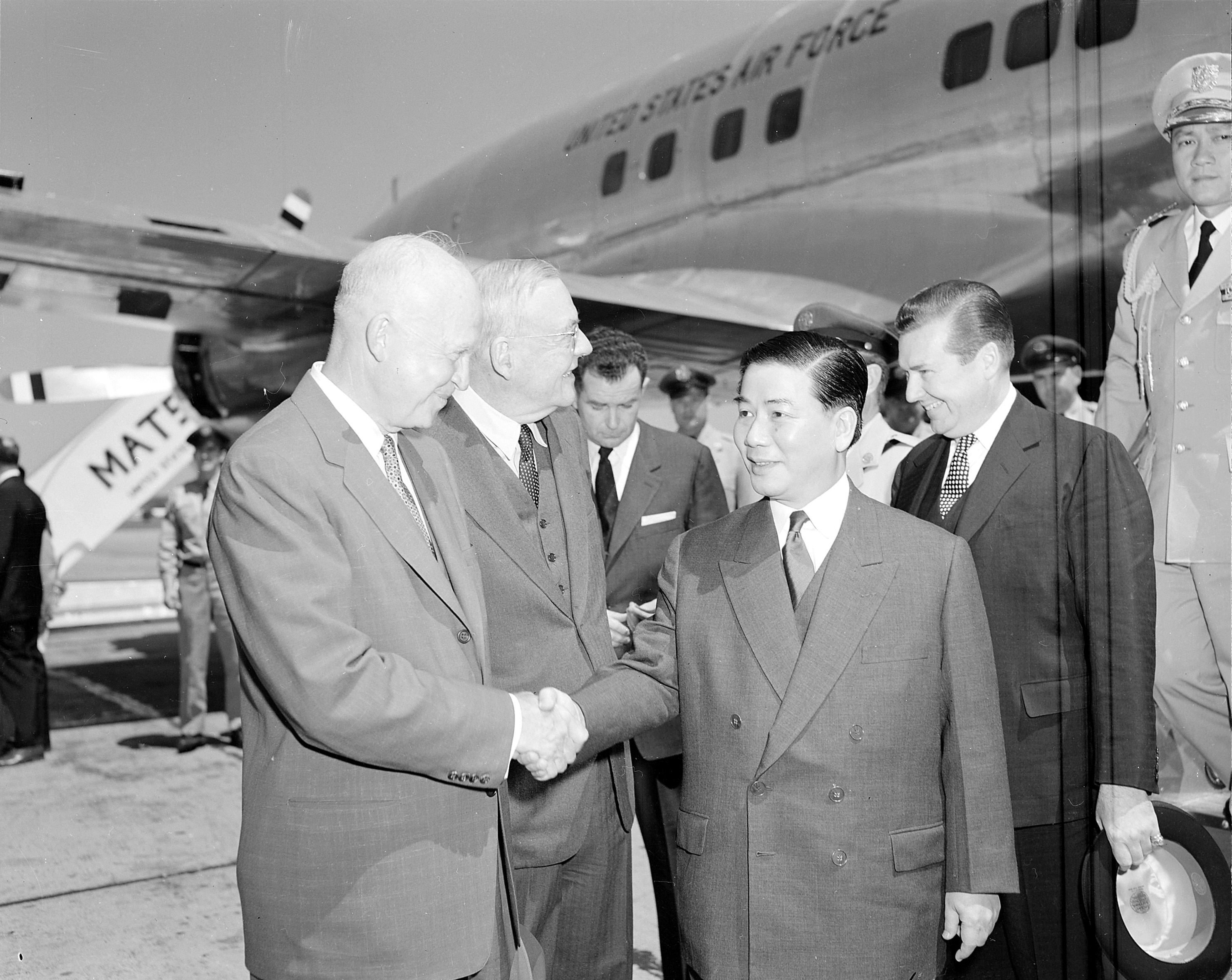
워싱턴 D.C.를 방문한 응오딘지엠을 맞이하는 미국의 대통령 드와이트 아이젠하워

응오딘지엠은 남베트남에서 까오다이나 호아하오와 같은 토착 세력들의 축출에 앞서면서, 제1차 인도차이나 전쟁 이후 제네바 협정에 따라 총선을 기다리던 베트민에 대한 탄압도 동시에 가속화 시켰다. 응오딘지엠은 베트민이 총선을 위해 만들어 놓은 위원회 사무실들을 폐쇄했으며, 이에 따라 전직 베트민 인사들도 탄압받게 되었다. 당시 남베트남에는 대략 10만에서 15만 명에 이르는 베트민 동조자들이 있었는데, 즉 이들 또한 응오딘지엠에 의하여 탄압받았다.
1957년 응오딘지엠은 미국의 존 포스터 덜레스 국무장관과 드와이트 아이젠하워 대통령을 만나기 위해 워싱턴 D.C.를 방문했고 이로써 미국과의 관계가 더욱 긴밀해졌다.
또한 독재정치의 특징인 막강한 족벌인사를 동원해 동생들은 비밀 경찰 지휘관으로 임명되었고, 다른 형제는 영국 대사, 꽝빈성의 대주교 등으로 임명되었다. 또한 외국 은행에 널린 재산과 라오스를 통한 불법 밀수 등을 이용해 미국과 무역을 해 막대한 이익을 챙겼고, 가톨릭 교회에 대한 농장, 토지, 부동산, 임대 주택 및 고무 농장 등을 지원하여 교회를 지지세력으로 만들었다.
동생 응오딘누의 아내이자 사실상의 영부인인 쩐레쑤언(마담 누)은 가톨릭 가치관에 따라 간음, 간통과 관련된 법률을 제정했다. 알렉산더 캔드릭에 따르면, 남베트남 군대에서는 응오딘지엠의 치세기 동안 5만 ~ 7만 5000명에 달하는 공산주의자들을 처형하여 사상의 자유를 탄압하였다.

#### 암살 미수 사건
1957년 응오딘지엠은 경제 박람회 방문 중 가까운 거리에서 한 공산당 간부의 저격을 받았으나 살아남았고 1960년 쿠데타 미수 사건까지 발생했다.
1962년 2월 22일 미군은 독재자 응오딘지엠을 죽일 수만 있다면 상황을 더 유리하게 만들 수 있다는 발언을 했고 공군에 의한 독립궁 폭격 사건이 발생했지만 응오딘지엠은 살아남았다.

#### 국제 외교
1957년 응오딘지엠은 오스트레일리아와 미국을 방문해 자유 세계의 지도자라고 환영받았고 미디어와 반공주의 신념으로 오스트레일리아와 미국의 여당에 초청받았다.
1953년과 1957년에는 대한민국을 방문하였고, 1958년에는 이승만 대통령이 11월 6일에 남베트남에 도착하여 월남공화국 총통 관저인 독립궁으로 응오딘지엠 총통을 예방하고, 남베트남 공화국 국회에서 반공과 두 나라 간의 교류협력에 관하여 협의하였다. 또한 중화민국의 장제스와도 수시로 교류, 협력을 다짐하였다.
집권 초기에는 강력한 반공주의 덕에 미국의 지지를 받았지만 공산주의 봉기를 부추긴다는 이유로 수많은 불교도들을 투옥, 처형하자 미국도 지원을 중단하게 되었다.

#### 토지 정책
그는 지주층과 기독교 세력의 지지를 얻기 위해 집권 초기의 공약인 토지개혁 실시 공약을 이행하지 않고 공산주의와 베트콩이 세력을 확장할 수 있는 빌미를 제공했다. 1946년 ~ 1954년에 프랑스의 제1차 인도차이나 전쟁 기간 동안 남베트남에서는 지주가 토지를 거의 차지해 50 ~ 70%에 달하는 토지를 차지하였고 메콩강 유역에서는 0.025%의 지주가 전체 토지의 40%를 차지했다.
이 때문에 토지 문제를 둘러싸고 농민과 지주들 사이의 갈등이 발생하고 1956년 미국의 압력으로 토지를 1.15km로 제한하는 법령을 발표했지만 대부분의 지주는 재산을 가족에게 양도해 이를 피할 수 있었다. 그리고 중국과 타이완인들은 한도의 30배를 넘는 토지를 면제받았고 가톨릭 교회는 1500km에 달하는 토지를 차지하였다.
그 결과 남베트남의 토지 중 단 13%만이 분배되고 세입자 10%가 높은 비용으로 토지를 얻을 수 있었다. 그리고 인구의 10%가 토지 55%를 차지했다.

#### 불교에 대한 차별과 탄압
응오딘지엠은 70 ~ 90%의 베트남인들이 믿는 불교를 차별하였다. 그는 공공 서비스와 국방에 걸쳐 오로지 가톨릭 교인들에 대해서만 토지 할당, 사업 호의, 세금 감면 정책 등을 펼쳤으며, 베트콩 게릴라를 격퇴하기 위해 마을별로 총기를 배포할 때 가톨릭으로 개종하지 않는 경우 배급하지 않았다. 어떤 지역에서는 군대의 포격으로 불교 절들이 파괴, 철거되고, 몇몇 불교 마을 역시 철거되었다. 가톨릭 교회 신자들은 남베트남에서 가장 많은 토지를 소유했고, 토지 개혁에서도 면제되었다. 공산주의 봉기를 부추긴다는 이유로 수많은 불교도들을 탄압 투옥, 처형하자 미국 내 여론은 악화되었고 미국은 그에 대한 지원을 중단하게 되었다.
1963년 남베트남 정권과 불교간의 관계는 당연히 최악으로 치달았다. 1963년 5월에 응오딘지엠의 형이 꽝빈성의 대주교로 임명되자 석가탄신일을 금지했고 승려들에 대한 총격 사건이 발생해 이에 틱꽝득 승려가 분신으로써 불교 탄압에 항의하는 항의 시위가 일어났다.
6월 3일 꽝빈성에서 시위대가 댐으로 이동하던 중 화학 공격을 받았고, 결국 6월 11일 세계를 경악시킨 불교 승려 틱꽝득(Thich Quang Duc)의 분신 자살 사건이 발생했다.

#### 틱꽝득의 분신 자살과 쿠데타의 도화선

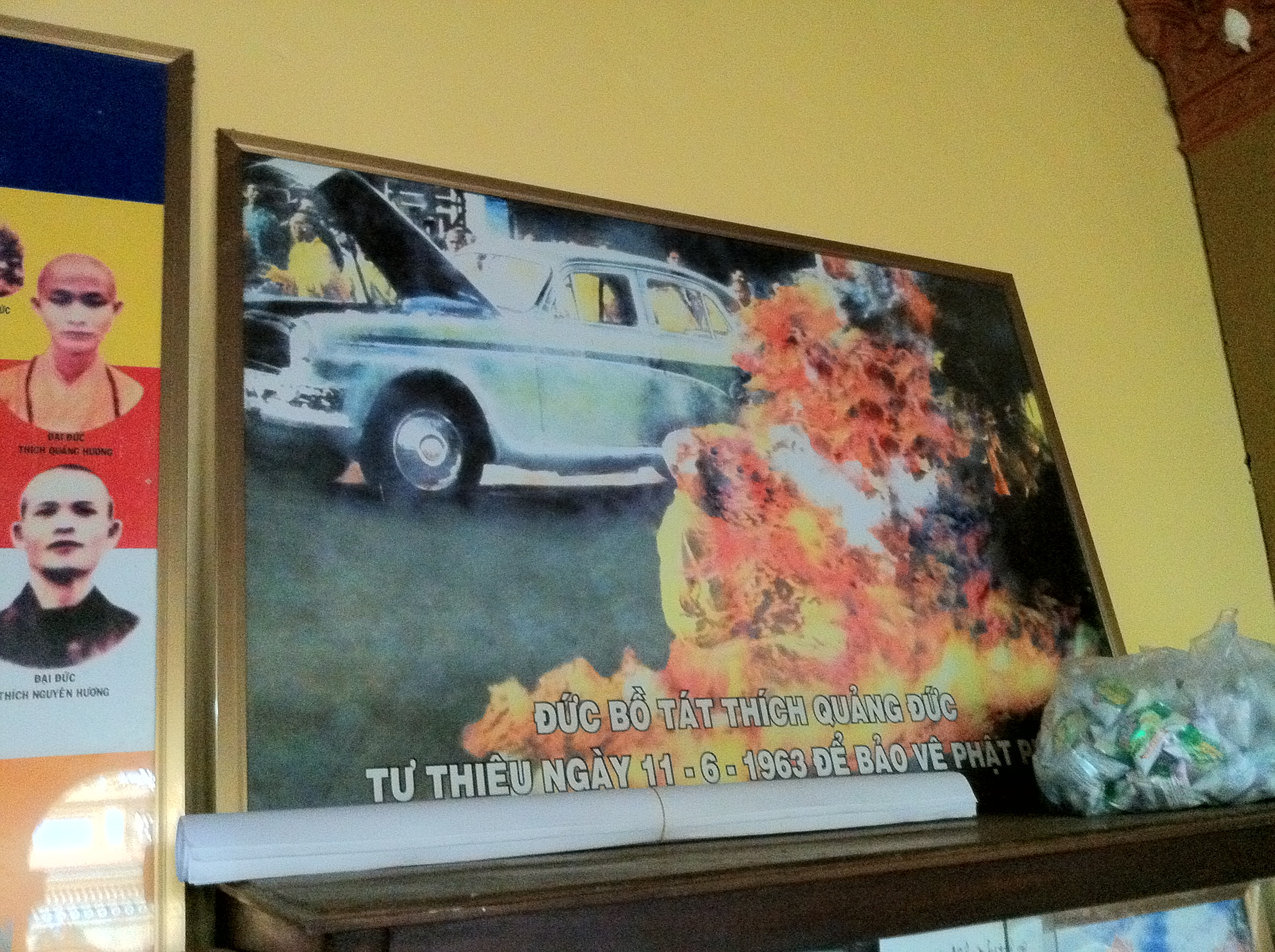
불교 승려 틱꽝득의 분신 자살

틱꽝득의 분신 자살은 세계적으로 보도되었는데 이를 촬영한 말콤 브라운은 퓰리처 상을 수상했고, 국제사회에 응오딘지엠 정권에 대한 여론은 악화되었다. 틱꽝득의 분신 자살은 또한 쿠데타의 도화선이 되었다. 뒤이어 8월 사이공에 있는 사리사를 무자비하게 공격해 승려 30명을 살해하고 민간인 200명과 승려 1400명을 체포했다. 또한 시위대에 대한 경찰의 발포로 9명이 목숨을 잃기도 했으며, 옛 베트남의 수도였덧 후에에서는 1만 명이 이에 항의하는 시위를 벌였다.
이 기간 동안 쩐레쑤언이 틱꽝득의 분신 자살은 "바베큐"로 비하하는 발언을 하고 세간의 지탄을 받았다. 그리고 시민단체와 무력 충돌을 벌이는 등 사회 불안이 계속되는 가운데 꽝빈성의 대학교가 폐교당하고, 학생들은 체포됐으며 공무원들의 자녀 1000명이 재교육 센터로 보내졌다. 뒤이어 외무장관 반 마누가 종교 순례를 하려다가 체포되어 사임했다.

### 사형

#### 군사 쿠데타와 저항

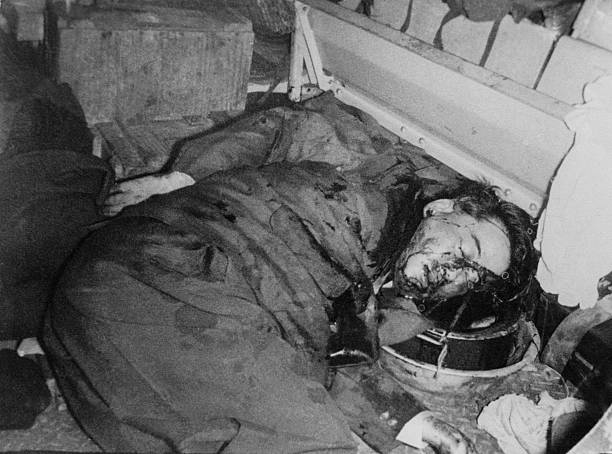
쿠데타 세력에게 사살당한 응오딘지엠의 시체

사회 불안이 악화되는 가운데 응오딘지엠 자신이 직접 장군으로 임명한 즈엉반민 장군은 응우옌칸, 응우옌까오끼, 응우옌반티에우, 돈 댓 딘 등의 동료들을 포섭하고 쿠데타를 일으킨다. 이어 해병대 2개 대대와 공수부대까지 가담시켜 M-113 병력 수송차량 중대의 지원을 받는 해병대대는 쿠데타 선봉으로 제1기동부대 역할을 맡고 제6공수대대와 훈련대는 12대의 장갑차량 지원을 받아 제2기동부대 역할을 맡고 응우옌반티에우의 경호 부대인 제5사단 7연대 2대대와 9연대 2대대는 제3기동부대 역할을 맡아 사이공 장악을 하기로 했으며, 응우옌반티에우는 곡사포로 독립궁을 공격하기로 했다. 이로써 쿠데타 세력은 약 40대의 탱크와 수많은 병력을 보유하게 되었다.

#### 쿠데타와 사형
응오딘지엠 정권이 유지되지 못할 것이라 판단한 미국의 존 F. 케네디 대통령은 응오딘지엠을 제거하고자 했다. 1963년 10월 2일 케네디는 CIA에서 한 달이 넘도록 세밀하게 검토한 수정 계획을 승인했고, CIA는 즈엉반민을 포함한 쿠데타를 일으킬 생각이 있는 남베트남 군부와 접촉하여 쿠데타 계획에 착수했다.
1963년 11월 1일 쿠데타는 매우 신속하게 진행되어 남베트남의 군 고위장성들이 체포되고 쿠데타 세력은 독립궁을 공격해 독립궁 경호 부대와 전투를 치렀다. 독립궁을 포위한 쿠데타 군은 응오딘지엠에게 항복을 요구했으나, 2번이나 거절했다. 미국으로의 망명을 거부하던 응오딘지엠은 11월 2일 새벽 쿠데타 세력이 총공세를 펼치는 사이 동생 응오딘누와 함께 비상 통로를 통해 중국인 거주 지역인 쩌런으로 도주했다.
하지만 결국 오전 6시 독립궁을 완전히 장악한 쿠데타 세력에게 항복했고 장갑 차량에 호송되던 중 동생 응오딘누와 함께 쿠데타 군에 의해 피살되었다.

## 같이 보기
- 베트남 공화국의 지도자
- 바오다이
- 인도차이나 전쟁

## 역대 선거 결과
| 선거명      | 직책명               | 대수 | 정당           | 득표율 | 득표수 | 결과 | 당락 |
| ----------- | -------------------- | ---- | -------------- | ------ | ------ | ---- | ---- |
| 1961년 선거 | 베트남 공화국의 총통 | 1대  | 근로인위혁명당 | 89%    | -표    | 1위  |      |

### 참고 자료
- Borthwick, Mark (1998). 《Pacific Century: The Emergence of Modern Pacific Asia》. Westview Press. ISBN 0813334713.
- Buttinger, Joseph (1967). 《Vietnam: A Dragon Embattled》. Praeger Publishers.
- Fall, Bernard B. (1963). 《The Two Viet-Nams》. Praeger publishers.
- Fitzgerald, Frances (1972). 《Fire in the Lake: The Vietnamese and Americans in Vietnam》. Boston, Massachusetts: Little, Brown and Company. ISBN 0-316-15919-0.
- Gettleman, Marvin E. (1966). 《Vietnam: History, Documents, and Opinions on a Major World Crisis》. Harmondsworth, Middlesex: Penguin Books.
- Halberstam, David; Singal, Daniel J. (2008). 《The Making of a Quagmire: America and Vietnam during the Kennedy Era》. Lanham, Maryland: Rowman & Littlefield. ISBN 0-7425-6007-4.
- Hammer, Ellen J. (1987). 《A Death in November: America in Vietnam, 1963》. New York City, New York: E. P. Dutton. ISBN 0-525-24210-4.
- Jacobs, Seth (2006). 《Cold War Mandarin: Ngo Dinh Diem and the Origins of America's War in Vietnam, 1950–1963》. Lanham, Maryland: Rowman & Littlefield. ISBN 0-7425-4447-8.
- Jones, Howard (2003). 《Death of a Generation: how the assassinations of Diem and JFK prolonged the Vietnam War》. New York City, New York: Oxford University Press. ISBN 0-19-505286-2.
- Karnow, Stanley (1997). 《Vietnam: A History》. New York City, New York: Penguin Books. ISBN 0670842184.
- Langguth, A. J. (2000). 《Our Vietnam: the war, 1954–1975》. New York City, New York: Simon & Schuster. ISBN 0-684-81202-9.
- Maclear, Michael (1981). 《Vietnam:The Ten Thousand Day War》. New York City, New York: Methuen Publishing. ISBN 0-423-00580-4.
- Mann, Robert (2001). 《A Grand Delusion: America's Descent into Vietnam》. New York: Perseus. ISBN 0-465-04370-4.
- Moyar, Mark (2006). 《Triumph Forsaken: The Vietnam War, 1954–1965》. New York City, New York: Cambridge University Press. ISBN 0-521-86911-0.
- Olson, James S. (1996). 《Where the Domino Fell》. St. Martin's Press. ISBN 0-312-08431-5.
- Reeves, Richard (1994). 《President Kennedy: Profile of Power》. New York City, New York: Simon & Schuster. ISBN 0-671-89289-4.
- Sheehan, Neil (1989). 《A Bright Shining Lie》. New York City, New York: Vintage Books. ISBN 978-0679724148.
- Topmiller, Robert J. (2006). 《The Lotus Unleashed: The Buddhist Peace Movement in South Vietnam》. University Press of Kentucky. ISBN 0813122600.
- Tucker, Spencer C. (2000). 《Encyclopedia of the Vietnam War: A Political, Social and Military History》. Santa Barbara, California: ABC-CLIO. ISBN 1576070409.
- Warner, Denis (1964). 《The Last Confucian: Vietnam, South-East Asia, and the West》. Sydney: Angus and Robertson.
- 이 문서에는 다음커뮤니케이션(현 카카오)에서 GFDL 또는 CC-SA 라이선스로 배포한 글로벌 세계대백과사전의 내용을 기초로 작성된 글이 포함되어 있습니다.